# Mulher de Barum

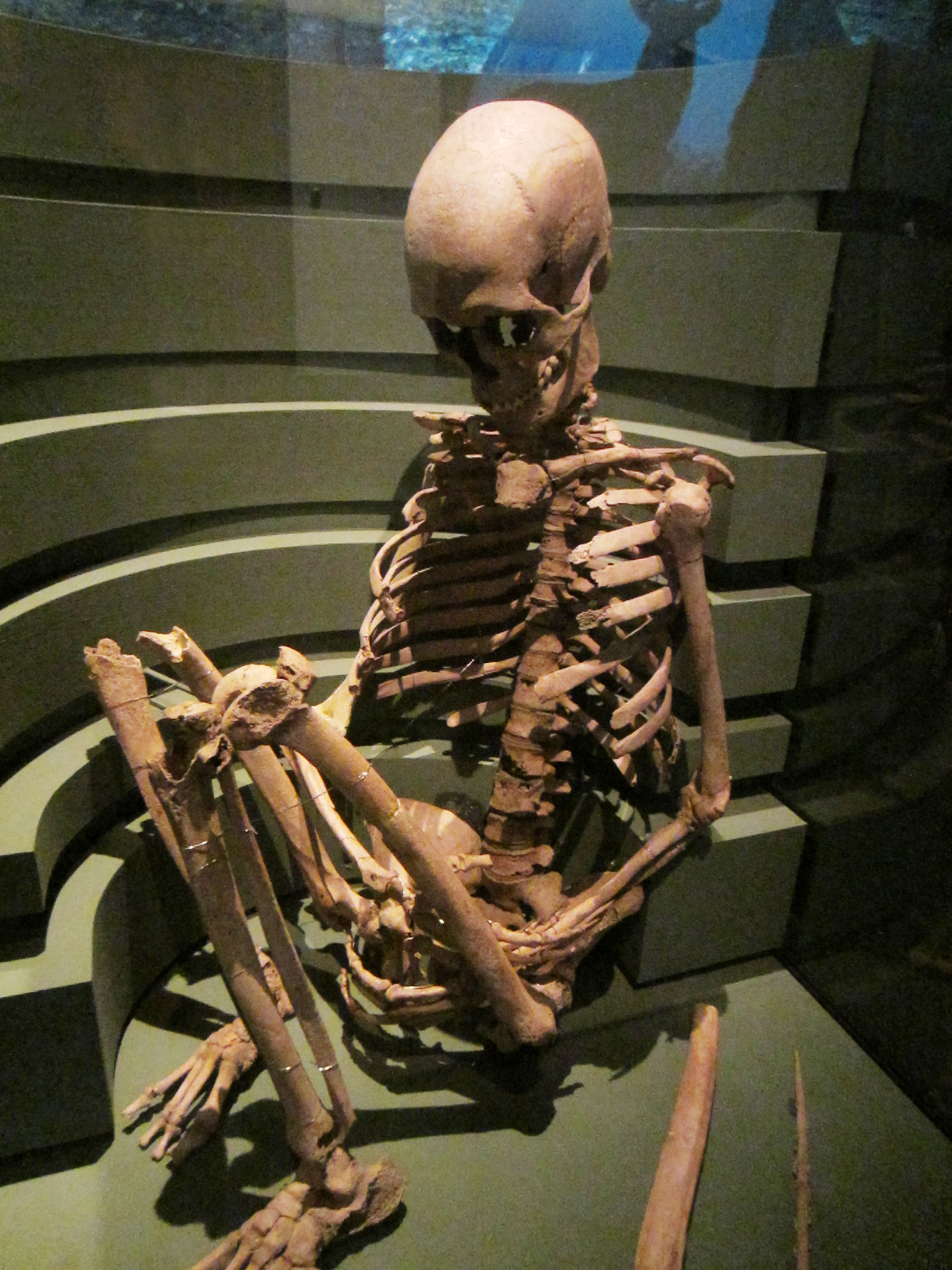
A Mulher de Barum.

A Mulher de Barum (em sueco: Kvinnan från Barum; anteriormente conhecida como Bäckaskogsskvinnan) é o esqueleto de uma mulher, datado para cerca de 9 000 a.C., e encontrado numa sepultura da Idade da Pedra, na proximidade da aldeia de Barum, a poucos quilómetros  da cidade sueca de Kristianstad. 
Esta mulher tinha cerca de 40 anos, e foi sepultada na posição sentada. Tinha uma ponta de seta junto ao peito e um cinzel feito de osso a seus pés.
O esqueleto está muito bem conservado e encontra-se exposto no Museu Histórico de Estocolmo